# Marcus Aquilius Regulus
Marcus Aquilius Regulus war ein römischer Senator und Delator, der während der Herrschaft von Nero und Domitian aktiv war.
Aquilius Regulus war eine prominente und umstrittene Figur der römischen Gesellschaft. Sein Reichtum, geschätzt auf etwa 60 Millionen Sesterzen, sowie seine zahlreichen Landhäuser in Tusculum, Umbrien und Etrurien machten ihn zu einer polarisierenden Persönlichkeit, die sowohl Anziehung als auch Abscheu hervorrief. Im Jahr 67 klagte er Quintus Sulpicius Camerinus (Konsul 46) an und etwa zur gleichen Zeit, jedoch nicht vor 65, den Servius Cornelius Orfitus sowie den Marcus Licinius Crassus. Besonders Crassus’ Sohn Piso verabscheute er.
Im Jahr 70, als er das Amt des Quästors bekleidete, wurde Regulus selbst von Curtius Montanus angeklagt, jedoch von seinem Halbbruder Lucius Vipstanus Messalla verteidigt. Unter Kaiser Domitian beging er „nicht geringere Verbrechen als unter Nero, aber heimlicher“ (non minora flagitia quam sub Nerone, sed tectiora). In dieser Zeit führte er Prozesse vor dem Centumviralgericht, wodurch er sich die Feindschaft des jüngeren Plinius zuzog. Nach der Verurteilung von Herennius Senecio und Quintus Iunius Arulenus Rusticus um 93 n. Chr. veröffentlichte er eine Schmähschrift gegen sie, in der er Rusticus als „stoischen Affen“ (stoicorum simia) und als von einer „vitellianischen Wunde stigmatisiert“ (Vitelliana cicatrice stigmosum) verspottete.
Unmittelbar nach Domitians Tod im Jahr 96 berichtet Plinius, dass sein bitter gehasster Feind Regulus Lucius Fabius Iustus ersuchte, eine Aussöhnung mit Plinius zuwege zu bringen. Regulus fürchtete um seine Sicherheit, da er als einflussreicher, aber moralisch fragwürdiger Akteur der domitianischen Ära nun politisch isoliert war. In dieser unsicheren Lage suchte er eine Annäherung an Plinius. Plinius hingegen, wie in seinem Brief aus dem Jahr 97 ersichtlich, war vorsichtig und wollte zunächst den Rat seines Freundes Iunius Mauricus abwarten, der aus dem Exil zurückkehrte. Mauricus, von Plinius als „ein ernster Mann, klug, durch viele Erfahrungen gelehrt und fähig, aus der Vergangenheit die Zukunft vorauszusehen“ beschrieben, galt als besonnener und weitsichtiger Berater. Aus Plinius’ späterem Verhalten gegenüber Regulus wird deutlich, dass Mauricus von einer Versöhnung mit Regulus abriet. Plinius folgte diesem Rat und hielt Distanz zu Regulus.
Im Jahr 100 nahm er an Senatsverhandlungen teil. Von Kaiser Nero hatte er ein Priesteramt und beträchtlichen Reichtum erhalten. Dennoch versuchte er unter Kaiser Trajan, sich durch fragwürdige Mittel Erbschaften zu sichern. Er starb kurz nach dem Tod seines Sohnes. Er war ein Förderer des Dichters Martial.

## Trauer um seinen Sohn
Im Jahr 104 bestattete Regulus seinen dreizehnjährigen Sohn auf exzentrische Weise, was als übertriebene Zurschaustellung von Trauer galt. Er ließ alle Lieblingsvögel seines Sohnes (Amseln, Papageien, Nachtigallen) sowie dessen gallische Ponys am Scheiterhaufen töten, was Plinius als Farce kritisierte, die von einer neugierigen Menge beobachtet wurde. Regulus verfasste eine Lobrede auf seinen Sohn, ließ sie in 1000 Exemplaren kopieren und in italischen Städten von höchst beredten Rednern (vocalissimi) vorlesen. Plinius empfand diese öffentliche Inszenierung als unangemessen und vulgär, da sie nicht den römischen Normen der Selbstbeherrschung entsprach. Im Gegensatz dazu beschreibt Plinius die Trauer um Minicia Marcella, die Tochter seines Freundes Gaius Minicius Fundanus, als würdevoll und einen Verlust für alle. Regulus’ Sohn hingegen wird als „schneller Kopf, aber moralisch ambivalent“ dargestellt, was die negative Wahrnehmung seines Vaters widerspiegelt.

## Rhetorische Fähigkeiten und Kritik
Regulus’ Redekunst wird im Kontext des genus demonstrativum (epideiktische Rhetorik) analysiert. Plinius beschreibt ihn als rhetorisch ungeschickt mit „schwacher Brust, undeutlicher Sprache, stotternder Zunge, träger Erfindungsgabe und schlechtem Gedächtnis.“ Dennoch verdankte Regulus seinen Erfolg als Redner seiner Unverschämtheit, seinem „irrsinnigen Talent“ (ingenium insanum), seiner Energie (vis) und seinem Ehrgeiz. Plinius kritisiert, dass Regulus die traditionelle Vorstellung, ein guter Redner müsse ein guter Mensch sein (vir bonus dicendi peritus), nicht erfüllt. Sein Stil wird als spontane Kühnheit (extemporalis audacia) beschrieben, was Tacitus im Dialogus de oratoribus hervorhebt. Regulus’ Reden, insbesondere seine Schmähschriften gegen Senecio und Rusticus, zeichnen sich durch affektierte Sprache und übertriebene Metaphern aus, die sowohl seine Gegner als auch das breite Publikum ansprachen, jedoch von der Elite als vulgär verachtet wurden. Plinius’ Kritik an Regulus ist oft ironisch oder satirisch, wobei er dessen Verhalten mit dem von Schauspielern und fahrenden Erzählern vergleicht, die beim römischen Volk beliebt waren.